# Romance brez krjance
Romance brez krjance je četrti studijski album slovenskega kantavtorja Iztoka Mlakarja. Izšel je leta 2008 pri založbi ZKP RTV Slovenija.
Pesem »Bogatašev song« je vzeta iz gledališke predstave Duohtar pod mus!.

## Seznam pesmi
Vse pesmi je napisal Iztok Mlakar.
| Št. | Naslov                                                          | Dolžina |
| --- | --------------------------------------------------------------- | ------- |
| 1.  | „Oda‟                                                           | 3:03    |
| 2.  | „Bose noge‟                                                     | 3:25    |
| 3.  | „Pismo‟                                                         | 4:01    |
| 4.  | „Furlanka‟                                                      | 3:43    |
| 5.  | „Žena al flaša‟                                                 | 6:05    |
| 6.  | „Pokora‟                                                        | 3:32    |
| 7.  | „Truckin' rap (Recitativ za bariton, kamion in basso continuo)‟ | 4:25    |
| 8.  | „Bogatašev song‟                                                | 3:11    |
| 9.  | „Očenaš‟                                                        | 4:10    |

## Sodelujoči
- Iztok Mlakar — vokal
- David Šuligoj — vsi inštrumenti, aranžmaji
- Jožef Klanjšček — avtor naslovnice
- Borut Žbogar in Matjaž Švagelj — inženiring, miksanje, mastering